# Desmognathus organi
Desmognathus organi é uma espécie de anfíbio caudado da família Plethodontidae. Está presente nos Estados Unidos. Não foi ainda avaliada pela UICN.